# 1830 год в истории железнодорожного транспорта
1830 год в истории железнодорожного транспорта

## События

### В России
- В России сделаны первые попытки использовать паровую машину на транспорте. Механик Е. А. Черепанов, с сыновьями Мироном и Аммосом, испытал «паровой дилижанс» на рельсовых путях Нижнетагильской железной дороги.[1]

### В мире
- 15 сентября в Великобритании открыта железнодорожная линия Манчестер — Ливерпуль, для которой на заводе Стефенсона был изготовлен паровоз «Нортумбриан», развивавший скорость более 40 километров в час.[1]
- В США близ города Чарлстон построена железнодорожная линия длиной 10 километров.[1]

## Новый подвижной состав
- В США построен первый паровоз, названный «Самый лучший друг», на котором был использован стоячий котёл, что позволило увеличить КПД.[1]